# روبیسکولین
روبیسکولین (انگلیسی: Rubiscolin) به گروهی از پپتیدهای اپیوئیدی گفته می‌شود که به دنبال هضم برگ‌های اسفناج بوسیله آنزیم ریبولوز بیس فسفات کربوکسیلاز/اکسیژناز (روبیسکو) حاصل می‌شود. این ترکیبات، اثراتی مشابه اپیوئیدها دارند و از این رو بر روی مغز تاثیر می‌گذارند.
دو نو روبیسکولین شناخته شده است:

## روبیسکولین -۵
- ساختار:

H-Gly-Tyr-Tyr-Pro-OH
- فرمول شیمیایی:

C30H45N5O9
- وزن مولکولی: ۶۱۹٫۷۰ گرم بر مول

## روبیسکولین-۶
- ساختار:

H-Gly-Tyr-Tyr-Pro-Thr-OH
- فرمول شیمیایی:

C39H54N6O10
- وزن مولکولی: ۷۶۶٫۸۷ گرم بر مول